# جمعية الصليب الأحمر الإثيوبية

تستعمل إثيوبيا شعار الصليب على أساس طبي واسكان اللاجئين.

جمعية الصليب الأحمر في إثيوبيا (بالإنجليزية:Ethiopian Red Cross Society)، أسست في أديس أبابا سنة 1935.

## وصلات خارجية
- الموقع الرسمي لمنظمة الصليب الأحمر الإثيوبي.